# Catherine Cookson
Catherine Cookson (Tyne Dock, County Durham, 27 juni 1906 - Newcastle-upon-Tyne, 11 juni 1998), geboren als Kate McMullen, was een Engelse schrijfster met een oeuvre van over de 100 titels. Zij schreef ook onder de pseudoniemen Catherine Marchant en Katie McMullen. Een aantal van haar boeken werd uitgegeven in de Zwarte Beertjes-reeks van A.W. Bruna Uitgevers in Utrecht.
Cookson werd opgevoed door haar grootmoeder. Geboren in armoede verkeerde ze lang in de mening dat haar biologische moeder haar oudere zus was. Cookson begon pas op latere leeftijd te schrijven - ruim na haar veertigste. Ze is twee decennia lang, tot 2004, de meest uitgeleende auteur geweest in Engelse bibliotheken. Van haar boeken zijn meer dan honderd miljoen exemplaren verkocht en ze zijn in meer dan twintig talen vertaald. Deze populariteit staat in tegenstelling tot de mening van de meeste literaire critici over haar werk.

#### De Hamilton-serie
- 1983 Hamilton
- 1984 Goodbye Hamilton
- 1985 Harold

#### De Kate Hannigan-serie
- 1950 Kate Hannigan (Ned. vert. 1976: Als koppige wijn; door Emma Havander)
- 1999 Kate Hannigan’s Girl

#### De Tilly Trotter-serie
- 1980 Tilly Trotter (Ned. vert. 1981: Tilly: liefde als leidraad en in 2001: Liefde als leidraad; door Annet Mons)
- 1981 Tilly Trotter Wed (Ned. vert.: 1981: Tilly: het land van de hoop en in 2002: Het land van de hoop; door Annet Mons)
- 1982 Tilly Trotter Widowed; aka Tilly Alone (Ned. vert. 1982: Tilly: een moeilijke beslissing en in 2003: Een moeilijke beslissing; door Annet Mons)
- 2007 Tilly Trotter's Legacy (Ned. vert. 2008: Belofte van geluk; door M. van Muijlwijk) geschreven samen met Rosie Goodwin

#### De Mallen-trilogie
- 1973 The Mallen Girl (Ned. vert. 1974: Barbara; door Emma Havander)
- 1973 The Mallen Streak (Ned. vert. 1973: Het geslacht Mallen en in 1973: De getekenden; door A.J. Richel)
- 1974 Mallen Litter; aka The Mallen Lot (Ned. vert. 1975: Het erfdeel; door Emma Havander)

#### De Bill Bailey-trilogie aka Fiona-trilogie
- 1986 Bill Bailey (Ned. vert. 2015 Onverwachte liefde)
- 1987 Bill Bailey’s Lot; aka Bill Bailey's Litter (Ned. vert. 2016 De weg naar het geluk)
- 1988 Bill Bailey's Daughter (Ned.vert. 2016 Een hart van goud)

#### De Mary Ann-serie
- 1954 A Grand Man (Ned. vert. 1961: Marjan en haar vader en in 1978: Mary Ann, een meisje met moed; door A.E. Hermans-de Roos)
- 1956 The Lord and Mary Ann (Ned. vert. 1978: Mary Ann en haar grote vriend en: Marjan en haar grote vriend; door A.E. Hermans-de Roos)
- 1958 The Devil and Mary Ann (Ned. vert. 1979: Mary Ann van huis en: Marjan en de duivel; door A.E. Hermans-de Roos)
- 1961 Love and Mary Ann (Ned. vert. 1979: Mary Ann verliefd en: Marjan en de liefde; door A.E. Hermans-de Roos)
- 1962 Life and Mary Ann (Ned. vert. 1962: Marjan en het leven en in 1979: Mary Ann in tweestrijd; door A.E. Hermans-de Roos)
- 1964 Marriage and Mary Ann (Ned. vert. 1979: Mary Ann in voor- en tegenspoed; door A. Jansen)
- 1964 Mary Ann's Angels (Ned. vert. 1980: Mary Ann en haar lieverdjes; door Marie Anne van der Marck)
- 1967 Mary Ann and Bill (Ned. vert. 1980: Mary Ann, eind goed al goed; door L. Montagne)

#### jeugdboeken
- 1965 Matty Doolin (Ned. vert. 1980: Matty; door Frank Serlier)
- 1968 Joe and the Gladiator (Ned. vert. 1981: Een vriend voor Joe; door L. Montagne)
- 1970 The Nipper
- 1972 Blue Baccy
- 1988 Rory's Fortune
- 1974 Our John Willy (Ned. vert. 1977: John Willie; door Marja Hilsum)
- 1976 Mrs Flannagan's Trumpet
- 1977 Go Tell It to Mrs Golightly (Ned. vert. 1978: Bella zoekt haar eigen weg; door L. Montagne)
- 1981 Lanky Jones
- 1982 Nancy Nutall and the Mongrel
- 1991 Bill and the Mary Ann Shaughnessy

#### overig
- 1956 Jacqueline (filmscript)
- 2001 The Simple Soul and other stories (korte verhalen)
- 2002 Just a Saying (gedichten)

#### Autobiografisch
- 1969 Our Kate
- 1986 Catherine Cookson Country - Her Pictorial Memoir
- 1988 Let Me Make Myself Plain
- 1995 Plainer Still
- 1996 Her Way
- 1999 My Land of the North: Memories of a Northern Childhood
- 2003 Kate's Daughter: The Real Catherine Cookson; met Piers Dudgeon

## Secundaire literatuur
- 1998 The Girl from Leam Lane: The Life and Writing of Catherine Cookson; auteur: Piers Dudgeon

## Filmografie
afkortingen: D = documentaire; T = televisie (met getal geeft het aantal afleveringen); Tm = miniserie voor televisie
- 1956 Jacqueline; gebaseerd op A Grand Man; 89 min.; E; regie: Roy Ward Baker; cast: John Gregson | Kathleen Ryan
- 1958 Rooney; 88 min.; E; regie: George Pollock; cast: John Gregson | Muriel Pavlow
- 1977 A House Full of Men; T; E; regie: Piers Haggard; cast: Alun Armstrong | Reginald Barratt
- 1979 The Mallen's; T7; 420 min.; E; regie: Richard Martin | Mary McMurray; cast: Caroline Blakiston | John Hallam
- 1989	The Fifteen Streets; T; 104 min.; E; regie: David Wheatley; cast: Owen Teale | Sean Bean
- 1991 The Black Velvet Gown; T; E; regie: Norman Stone; cast: Bob Peck | Janet McTeer
- 1991 The Black Candle; T; 103 min.; E; regie: Roy Battersby; cast: Cathy Sandford | Nathaniel Parker
- 1993 The Man Who Cried; T; 157 min.; E; regie: Michael Whyte; cast: Ciarán Hinds | Kate Buffery
- 1994 The Cinder Path; T; 145 min.; E; regie: Simon Langton; cast: Catherine Zeta-Jones | Lloyd Owen
- 1994 The Dwelling Place; T3; 180 min.; E; regie: Gavin Millar; cast: Tracy Whitwell | Edward Rawle-Hicks
- 1995 The Glass Virgin; T3; 180 min.; E; regie: Sarah Hellings; cast: Nigel Havers | Christine Kavanagh
- 1995 Gambling Man; T3; 149 min.; E; regie: Norman Stone; cast: Robson Green | Margery Bone
- 1996 The Tide of Life; Tm; E; regie: David Wheatley; cast: Gillian Kearney | John Bowler
- 1996 The Girl; T; 156 min.; E; regie: David Wheatley; cast: Siobhan Flynn | Jonathan Cake
- 1997 The Wingless Bird; T; E; regie: David Wheatley; cast: Claire Skinner | Dale Meeks
- 1997 The Moth; T; 152 min.; E; regie: Roy Battersby; cast: Juliet Aubrey | Alan Bird
- 1997 Rag Nymph; T; E; regie: David Wheatley; cast: Christine Anderson | Fleur Bennett
- 1998 The Round Tower; T3; 150 min.; E; regie: Alan Grint; cast: Isabelle Amyes | Keith Barron
- 1998 Colour Blind; Tm; E; regie: Alan Grint; cast: Niamh Cusack | Tony Armatrading
- 1999 Tilly Trotter; T4; 216 min.; E; regie: Alan Grint; cast: Carli Norris | Simon Shepherd
- 2000 The Secret; T3; 180 min.; E; regie: Alan Grint; cast: Colin Buchanan | Clare Higgins
- 2000 A Dinner of Herbs; T6; 286 min.; E; regie: Alan Grint; cast: Tom Goodman-Hill | Jonathan Kerrigan

- Biblioteca Nacional de España: XX990112
- Bibliothèque nationale de France: cb118975834 (data)
- Gemeinsame Normdatei: 119374781
- International Standard Name Identifier: 0000 0001 2022 486X
- Library of Congress Control Number: n79045994
- Nationale Bibliotheek van Letland: 000007575
- Nationale Bibliotheek van Tsjechië: mzk2002148633
- Nationale bibliotheek van Australië: 35909897
- Nationale Bibliotheek van Israël: 987007310261405171
- Nationale Bibliotheek van Polen: a0000002427584
- Nederlandse Thesaurus van Auteursnamen: 069475326
- Système universitaire de documentation: 026798050
- Trove: 1141783
- Virtual International Authority File: 87149514
- WorldCat: E39PBJfmqqqqxPvfK87MJdyfMP